# Johan Richthoff
Johan Cornelius Richthoff est un lutteur suédois né le 30 avril 1898 à Limhamn et mort le 1er octobre 1983 dans la même ville.

## Palmarès

### Jeux olympiques
- Médaille d'or en lutte libre dans la catégorie des plus de 87 kg en 1932 à Los Angeles
- Médaille d'or en lutte libre dans la catégorie des plus de 87 kg en 1928 à Amsterdam

### Championnats d'Europe
- Médaille d'or en lutte gréco-romaine dans la catégorie des plus de 87 kg en 1930 à Stockholm
- Médaille d'or en lutte libre dans la catégorie des plus de 87 kg en 1930 à Bruxelles
- Médaille d'or en lutte libre dans la catégorie des plus de 87 kg en 1929 à Paris
- Médaille d'argent en lutte gréco-romaine dans la catégorie des plus de 82 kg en 1927 à Budapest
- Médaille de bronze en lutte gréco-romaine dans la catégorie des plus de 82 kg en 1926 à Riga